# Macroglossum inwasakii
Macroglossum inwasakii is een vlinder uit de familie van de pijlstaarten (Sphingidae). De wetenschappelijke naam van de soort is voor het eerst geldig gepubliceerd in 1921 door Shonen Matsumura.